# Bromus alopecuros
Bromus alopecuros é uma espécie de planta com flor pertencente à família Poaceae. 
A autoridade científica da espécie é Poir., tendo sido publicada em Voyage en Barbarie 2: 100. 1789.

## Portugal
Trata-se de uma espécie presente no território português, nomeadamente os seguintes táxones infraespecíficos:
- Bromus alopecuros subsp. alopecuros - presente em Portugal Continental. Em termos de naturalidade é introduzida da região atrás referida. Não se encontra protegida por legislação portuguesa ou da Comunidade Europeia.